# Archieparquía de Amida de los sirios
La archieparquía titular de Amida de los sirios (en latín: Archieparchia Amidensis Syrorum) es una archieparquía titular metropolitana de la Iglesia católica conferida a miembros de la Iglesia católica siria. Corresponde a una antigua eparquía del patriarcado de Antioquía de los sirios católicos cuya sede estaba en la ciudad de Amida, la actual Diyarbakır en Turquía. De acuerdo al Anuario Pontificio, Amida fue la sede metropolitana de la provincia de Mesopotamia I. 

## Historia
El cristianismo siríaco se apoderó de la región de Amida entre los siglos I y IV , particularmente entre los asirios de la ciudad. El primer obispo documentado de Amida fue Simeón de la Iglesia del Oriente, que participó en el Concilio de Nicea I en 325. El emperador bizantino Teodosio II (408–450) dividió la provincia romana de Mesopotamia en dos, e hizo de Amida la capital de Mesopotamia Prima y, por lo tanto, también la sede metropolitana de todos los obispados de la provincia, dependiente del patriarcado de Antioquía. Una Notitia Episcopatuum del siglo VI indica como sufragáneas de Amida las sedes de Martirópolis, Ingila, Belabitene, Arsamosata, Sofene, Kitharis, Cefa y Zeugma. El Anuario Pontificio agrega Bethzabda y Dadima.
Después del Concilio de Calcedonia (451), Amida se convirtió en un refugio del monofisismo difisita y ante la invasión persa de principios del siglo VII se produjo la difusión de la Iglesia ortodoxa siria (o jacobita) en el área. En 638 Amida fue conquistada por los árabes musulmanes. En los siglos siguientes, la ciudad formó parte de varios principados turcos y en 1517 fue ocupada por el Imperio otomano.
Se conocen obispos católicos sirios de Amida en comunión con la Santa Sede entre 1682 y 1817. En 1840 Antonio Samheri fue nombrado vicario patriarcal de Amida, cuando tuvo que huir de Mardin debido a la persecución de los jacobitas por haberse convertido al catolicismo el 17 de marzo de 1828. Sin embargo, muy pocos eran los sirio católicos de esta ciudad y el 30 de noviembre de 1853 fue elegido patriarca de Antioquía)
La eparquía fue creada formalmente el 28 de septiembre de 1862 con el nombramiento de Sa'id Arkousse como su primer eparca. Cuando fue elegido patriarca el 6 de agosto de 1866, también asumió la administración de Amida a través de un vicario. Finalmente, por decreto de la Congregación de Propaganda Fide de 1 de mayo de 1888, la eparquía de Amida fue unida a la de Mardin.
En 1898 la sede de Amida tenía 500 fieles, 4 sacerdotes y una sola parroquia, mientras que en Mardin había 4000 fieles, 23 sacerdotes y 8 iglesias.
La sede, junto con la de Mardin, fue suprimida de hecho a principios del siglo XX por la desaparición de fieles católicos sirios en la región, luego de las persecuciones perpetradas por los turcos durante la Primera Guerra Mundial. El último obispo, Marutha Pedro Topal, falleció en 1916.
El vicariato patriarcal de Mardin fue erigido en 1921 a causa de que por la persecución de los cristianos en el Imperio otomano fue suprimida la archieparquía de Edesa de Osroena y la eparquía de Mardin y su sede unida a la eparquía de Amida. En 1932 el vicariato patriarcal recibió la parte turca de la eparquía de Jazira de los sirios y permaneció de facto como única jurisdicción católica siria en Turquía. La sede del vicario patriarcal fue trasladada desde Mardin a Estambul en 1974 y desde 1991 es el exarcado patriarcal de Turquía.

### Sede titular
Una sede titular católica es una diócesis que ha cesado de tener un territorio definido bajo el gobierno de un obispo y que hoy existe únicamente en su título. Continúa siendo asignada a un obispo, quien no es un obispo diocesano ordinario, pues no tiene ninguna jurisdicción sobre el territorio de la diócesis, sino que es un oficial de la Santa Sede, un obispo auxiliar, o la cabeza de una jurisdicción que es equivalente a una diócesis bajo el derecho canónico.
La eparquía de Amida de los sirios fue restaurada como archieparquía titular metropolitana en 1963, ya que apareció listada en el Anuario Pontificio 1964. Fue conferida por primera vez por la Santa Sede el 6 de julio de 1963 al obispo de Flavien Zacharie Melki, vicario patriarcal sirio del Líbano.
Existe además la archieparquía de Amida o de Diyarbakır de la Iglesia católica caldea. La arquidiócesis metropolitana titular latina de Amida fue suprimida en 1970.

## Cronología de los obispos

### Obispos de la sede residencial
- Timoteo Isaac Gebeir † (1682-?)
- Timoteo Aslan † (1715 ordenado obispo-?)
- Julio Antonio † (1800-1814 renunció)
- Denis Miguel Hardaya † (1816-1817 nombrado obispo de Alepo)
  - Antonio Samheri (1840-30 de noviembre de 1853 elegido patriarca de Antioquía) vicario patriarcal
- Sa'id Arkousse † (28 de septiembre de 1862-6 de agosto de 1866 confirmado patriarca de Antioquía)
- Marutha Pedro Topal † (30 de septiembre de 1888-1916 falleció)
  - Sede vacante (1866-1888)
  - Sede unida a Mardin[3]

### Obispos de la sede titular
- Flavien Zacharie Melki † (6 de julio de 1963-20 de noviembre de 1989)
  - Sede vacante (desde 1989)[4]